# La sanguisuga conduce la danza
La sanguisuga conduce la danza («La vampiresa guía el baile» en italiano)  es una película italiana de 1975 dirigida por Alfredo Rizzo.

## Argumento
En Irlanda en 1902, el conde Marnack, después de la muerte de su esposa, conoce a Evelyn, una actriz teatral, y tras quedar sorprendido por lo mucho que ella se parece a su esposa muerta, se enamora de ella y decide casarse con ella. Después de la boda, invita a toda la compañía teatral de ella a su castillo, donde son recibidos por Sybil, el ama de llaves. Después de unos días, tres de las compañeras de Evelyn son asesinadas siendo decapitadas. Evelyn se siente amenazada y el conde Marnack teme mucho por la vida de la nueva esposa.

## Reparto
- Femi Benussi como Sybil.
- Giacomo Rossi Stuart como el conde Richard Marnack.
- Krista Nell como Cora.
- Patrizia De Rossi como Evelyn.
- Luciano Pigozzi como Gregory.
- Mario De Rosa como Jeffrey, el mayordomo.
- Barbara Marzano como Mary, la mucama.
- Marzia Damon como Rosalind.
- Lidia Olizzi como Penny.
- Leo Valeriano como Samuel.
- Luigi Batzella com inspector de policía (no acreditado).

## Estilo
A veces descrito como un giallo, La sanguisuga conduce la danza contiene asesinatos misteriosos, pero los asesinatos tienen lugar fuera de la pantalla y carece de las representaciones gialli estilosas de muertes y carece de los colores psicodélicos, ángulos de cámara extraños y piezas elaboradas, y carece de asesinos con guantes negros.: 155  El historiador de cine italiano Roberto Curti describió la película como una «historia gótica estándar».: 155 

## Producción

Parte de la película fue filmada en el Castello Piccolomini di Balsorano.

Antes de dirigir La sanguisuga conduce la danza, la carrera de Alfredo Rizzo fue un actor que hizo su debut en la película de 1939 Lo vedi come sei... lo vedi come sei?.: 154  Esta película marcó su último largometraje como director y la única película de terror que dirigió.: 155  La película fue filmada entre noviembre y diciembre de 1974.: 156  Fue filmada en el Castillo Piccolomini en Balsorano, el Castillo de Monte San Giovanni Compani, el Lago de Bracciano y los Estudios Icet De Paolis en Milán.: 154 
La actriz Krista Nell originalmente iba a interpretar el papel principal, pero tomó una parte secundaria en la película debido a su leucemia.: 156  Un mes después del estreno de la película, Nell murió por la enfermedad.: 156 

## Estreno
La sanguisuga conduce la danza fue lanzada en cines en Italia el 10 de mayo de 1975, donde fue distribuida por P.A.B. Film.: 154  La película recaudó un total de 73 369 150 liras italianas.: 154  La junta de censores italiana objetó el contenido erótico de la película, específicamente el encuentro lésbico entre Rosalind y Penny y una escena sexual entre Evelyn y el conde.: 156  Las escenas de sexo en la película se mantuvieron en su totalidad en Francia en 1977 cuando la película se estrenó como L'insaciable Samantha (La sangsue).: 156  Esta versión también incluyó secuencias de pornografía dura.: 156 
La película fue lanzada en video casero en Italia como Il marchio di Satana.: 154 

## Recepción crítica
De revisiones retrospectivas, AllMovie escribió: «En las manos de un mejor cineasta, podría haber sido un pastiche interesante, o incluso jugado como una parodia inteligente, pero Rizzo parece haber hecho todo el asunto a medida que avanzaba», llamándola «un thriller giallo bastante ordinario». Curti afirmó que «la ineptitud de la película es asombrosa», señalando que el mar en la película es obviamente el Lago de Bracciano y una tormenta en la película es presentada en imágenes en blanco y negro en una película de color.: 156  A Curti también le disgustó el final, y lo declaró «uno de los finales más anticlimáticos jamás visto en una película de terror».: 156 